# L'elegante scapestrato
L'elegante scapestrato (A Certain Young Man) è un film muto del 1928 diretto da Hobart Henley e, non accreditato, Edmund Goulding.

## Produzione
Il film fu prodotto dalla Metro-Goldwyn-Mayer (MGM).

## Distribuzione
Distribuito dalla Metro-Goldwyn-Mayer (MGM), il film uscì nelle sale cinematografiche statunitensi il 19 maggio 1928.

## Bibliografi a
- (EN)  John Douglas Eames, The MGM Story Octopus Book Limited, Londra 1975 ISBN 0-904230-14-7